# Золота молодь
«Золота молодь» (від фр. jeunesse dorée) — загальна назва молодих людей, чиє життя і майбутнє, в основному, влаштували їх впливові або високопоставлені батьки, через що воно стало легким і безтурботним, а самі вони стали його марнотратниками. В просторічній мові використовується також слово  'мажори' .
Вираз зʼявився у Франції в епоху Директорії, як назва молодих людей, синів нуворишів (розбагатілих міщан), які розігрували з себе людей, втомлених від політики і таких, що бажають одного — насолоджуватися життям. Найчастіше вони служили знаряддям реакційної політики.
Газета The Times задається питанням "Російська "золота молодь «- майбутній правлячий клас або клієнти реабілітаційних центрів», а Любов Аркус і Дмитро Биков писали в 1987 році:
|                                                                     | Мова преси поки ще досить одноманітна, журналісти зі скільки-небудь індивідуалізованим стилем — на вагу золота. В газетах переважає суміш двох новомов: це мова колишньої епохи, сильно розбавлена англіцизмами. Це молоде покоління — в основному діти тих самих шістдесятників Володимир Яковлєв, Артем Боровик, Дмитро Ліханов, Євген Додолєв, Олександр Любимов, — вже бере своє. Представники недавньої «золотої молоді», які виросли у величезних квартирах або провели отроцтво за кордоном, молоді випускники міжнародного відділення журфаку МДУ, вони починають робити погоду на телебаченні і в пресі. Відмінні стартові можливості і вроджена відсутність страху дозволяє їм протягом півроку розтабуювати всі заборонені теми і відвідати всі гарячі точки, куди раніше не ступала нога радянського журналіста. |
| — Основні тенденції ЗМІ в 1987 р / Енциклопедія вітчизняного кіно / | |